# Edward Somerset (2. markiz Worcester)

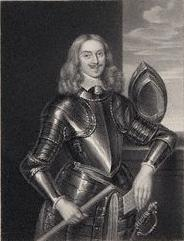
Edward Somerset, 2. markiz Worcester

Edward Somerset (ur. 9 marca 1602/1603 w zamku Raglan, zm. 3 kwietnia 1667 w Worcester House w Londynie) – angielski arystokrata, najstarszy syn Henry’ego Somerseta, 1. markiza Worcester, i Anne Russell, córki 3. barona Russell.
Somerset ukończył w 1627 r. Uniwersytet Cambridge. Od 1628 r. nosił tytuł lorda Herbert. Brał udział w bitwie pod Highnam w 1643 r. podczas wojny domowej. W kwietniu 1643 r. został gubernatorem porucznikiem południowej Walii i hrabstwa Monmouthshire. W 1645 r. otrzymał od króla Karola I tytuł hrabiego Glamorgan. W 1645 r. został wysłany przez króla do Irlandii. Po śmierci ojca w 1646 r. odziedziczył tytuł 2. markiza Worcester.
Po zwycięstwie sił parlamentu Worcester został w 1649 r. skazany na banicję przez Izbę Gmin, a jego posiadłości zostały skonfiskowane. Worcester udał się do Francji, ale w 1652 r. powrócił do Anglii. Rychło został schwytany i do 1654 r. przebywał w Tower of London. Po Restauracji Stuartów w 1660 r. przywrócono mu skonfisowane włości. W 1663 r. opublikował książkę Century of Inventions.
Ok. 1628 r. poślubił Elizabeth Dormer (zm. 31 maja 1635), córkę sir Williama Dormera i Alice Molyneux, córki sir Richarda Molyneux, 1. baroneta. Edward i Elizabeth mieli razem syna i dwie córki:
- Henry Somerset (1629 - 21 stycznia 1699/1700), 1. książę Beaufort
- Elizabeth Somerset (ok. 1634 - 16 marca 1690/1691), żona Williama Herberta, 1. markiza Powis, miała dzieci
- Anne Somerset (ok. 1635–1662), żona Henry’ego Howarda, 6. księcia Norfolk, miała dzieci

W sierpniu 1639 r. poślubił lady Margaret O’Brien (ok. 1624 - ok. 26 lipca 1681), córkę Henry’ego O’Briena, 4. hrabiego Thomond, i Mary Brereton, córki 1. barona Brereton of Leighlin. Edward i Margaret mieli razem jedną córkę:
- Mary Somerset, zmarła młodo